# بوچک (استان اوپوله)
بوچک (به لهستانی: Buczek) یک منطقهٔ مسکونی در لهستان است که در گمینا اویازد (استان اوپوله) واقع شده‌است.